# Gerda Christian
Gerda Christian, née Gerda Daranowski le 13 décembre 1913 à Berlin et morte le 14 avril 1997 à Düsseldorf, a été l'une des quatre secrétaires d'Adolf Hitler pendant la Seconde Guerre mondiale.

## Biographie
« Dara » (le surnom que Hitler lui donna) commence à travailler pour le Führer en 1937 quand ses deux secrétaires, Johanna Wolf et Christa Schroeder, se plaignent d'être surchargées de travail. Elles lui demandent de l'aide, mais Hitler hésite parce qu'il ne veut pas employer une troisième secrétaire. Il est habitué à Wolf et à Schroeder et ne veut pas voir une nouvelle personne dans ce cercle de collaborateurs. Finalement, il cède et embauche Gerda Daranowski, qui a travaillé pour la célèbre femme d'affaires Elizabeth Arden (parfums et cosmétiques).
En février 1943, Gerda Daranowski épouse Eckhard Christian, alors Oberstleutnant dans la Luftwaffe, et prend un congé de quelques mois. Elle est remplacée par Traudl Junge, mais retourne travailler pour le dirigeant nazi dès mi-1943.
Elle fait partie des derniers occupants du Führerbunker pendant la bataille de Berlin : elle quitte le bunker et essaie de fuir Berlin le 1er mai 1945 avec un petit groupe comprenant plusieurs femmes (dont Junge, Krüger, et Manziarly), dirigé par le SS-Brigadeführer Wilhelm Mohnke. Le groupe est trouvé le lendemain, alors qu'il est caché dans un sous-sol.
Après la guerre, en 1946, elle demande le divorce en invoquant le fait que son mari n'est pas resté avec elle dans le Führerbunker.
Elle habite Düsseldorf, où elle travaille à l'hôtel Eden.
Elle est amie avec Werner Naumann, qui  avait été Staatssekretär au ministère de la Propagande du Troisième Reich, puis les 30 avril et 1er mai 1945, brièvement ministre succédant ainsi à Joseph Goebbels : il est plus tard devenu dirigeant d'un groupe néonazi, le groupe Naumann.
Elle meurt d'un cancer à Düsseldorf en 1997.